# Кузьминых, Александр Иванович
Александр Иванович Кузьминых (3 февраля 1939, Новосибирск) — новосибирский путешественник и организатор туризма, бессменный (с середины 1960-х годов) лидер клуба туристов НИИЖТа-СГУПСа, Заслуженный путешественник России, кандидат в мастера спорта по альпинизму, спортивному туризму и спортивному ориентированию.

## Биография
Александр Иванович Кузьминых родился в 1939 году в Новосибирске. В 1955 году поступил на факультет «Мосты и тоннели» Новосибирского института инженеров железнодорожного транспорта. Во время учебы в институте А. И. Кузьминых начал заниматься альпинизмом в секции альпинизма института, а также спортивным ориентированием. А.И Кузьминых входил в сборную ЦС общества «Локомотив» по альпинизму, участвовал в чемпионатах России по спортивному ориентированию. В составе команды ??? принимал участие в восхождении на пик Коммунизма.
После окончания института А. И. Кузьминых 3 года работал на железной дороге в Читинской области, в ПЧ Могоча. В этот период А. И. Кузьминых организовал пешеходный поход V категории сложности в район Кодара, в ходе которого были сделаны туристские первовосхождения на несколько перевалов и вершин этого района (пер. Сюрприз, пик Пионер), в том числе — высшую точку Забайкалья высотой 3072 м, названную им пик Локомотив (впоследствии переименована в пик БАМ).
В 1963 году А. И. Кузьминых вернулся в Новосибирск, поступив в аспирантуру Новосибирского института инженеров железнодорожного транспорта. С этого времени он работает в лаборатории мостовых конструкций НИИЖТа, основным направлением деятельности является разработка и создание систем противоналедной защиты. В 2000 году А. И. Кузьминых защитил кандидатскую диссертацию на тему «??».
После возвращения в Новосибирск А. И. Кузьминых стал фактическим лидером клуба туристов НИИЖТа. При этом под его руководством были заложены традиции самоуправления и уникальная структура клуба, основанная на принципах внутренней свободы и демократизма.
А. И. Кузьминых было организовано множество лыжных, горных и пешеходных походов различной категории сложности, а также несколько экспедиций. С началом строительства БАМа он принимал участие в создании систем противоналедной защиты объектов этой магистрали. Ограниченность трудовых ресурсов, выделяемых для строительства, привела к необходимости сооружения противоналедных объектов собственными силами, с помощью студенческих строительных отрядов. В течение периода (???) А. И. Кузьминых каждое лето руководил работой ССО в районе Байкало-Амурской Магистрали. Таким образом были построены противоналедные сооружения ???.
Как правило, работа на строительстве противоналедных сооружений сопровождалась проведением туристского похода в прилежащем районе. Особое место занимают экспедиции к пику Муйский Гигант (3067 м). Эта, вторая по высоте вершина Забайкалья, расположенная в Южно-Муйском хребте, была замечена А. И. Кузьминых в 1980 году во время одной из изыскательских экспедиций. В восьмидесятые годы им было организовано 5 походов с целью восхождения на эту вершину. Наконец в 1993 году А. И. Кузьминых удалось собрать группу сильных альпинистов (Александр Кузьминых, Дмитрий Рябков, Дмитрий Подкаминер, В.Урдюк, С.Юзенас, С.Иванов, А.Демин) и совершить первовосхождение на эту вершину по маршруту, оцененному 4А категорией сложности.
В 2000-е годы А.И Кузьминых руководил множеством лыжных и пешеходных походов, среди которых нужно отметить экспедицию на плоскогорье Укок для изыскания автомобильной дороги Урумчи — Алтай.

## Походы
- 1980 г. Лето. Южно-Муйский хребет, 3 к.с.

1-я экспедиция вокруг пика Муйский гигант.
- 1985 г. Лето. Звездный летний поход на Центральный Алтай, 3 к.с. горная.

Восхождение на г. Белуха, п. Тюнгур-Кучерлинское оз.- г. Белуха — выход к Бухтарминскому вдхр.
- 1990 г. Февраль. Алтай. Каракольские озёра. 2 к.с. лыжная.

с. Элекмонар-Каракольские озёра-пер. Альбоган-р. Енгожок-с. Чемал.
(Ильин Б. Н.,Дёмин А.,Иванов С.,Скрипченко О.,Климова С.,Моргаев М.,Гребенюк В.,Федотов А.)
- 1990 г. Июль-август. ?-Муйский хр. 2 к.с. горная.

(Рябков Д., Иванов С., Ли Н., Климова С., Моргаева А., Гребенюк В., Поталюк А., Буничев Д.,________С., трое туристов из Красноярска)
- 1992 г. Февраль. Западный Саян, 3 к.с. лыжная.

р. Казыр, Поход к месту гибели Кошурникова(Комаров Иван Васильевич, ________Сергей, Дёмин А., Климова С., Бобовникова Н.,)
- 1993 г. Зима. Хамар-Дабан, 3 к.с. лыжная.

Слюдянка — р. Утулик — Патовое плато — р. Снежная — г. Хан-Ула — р. Лангутай — пос. Мурино.
- 1993 г. Лето. Южно-Муйский хребет, 2 к.с. горная.

Поход с первовосхождением на пик Муйский гигант.
(Дёмин А., Иванов С., Рябков Д., Урдюк В., Юзенас С., Подкаминер Д., Ли Н., Бобовникова Н., Климова С., Малькович О., Полосаткин С.,
Колмогорова А., Колмогоров А., Гребенюк В..)
- 1994 г. Зима. Вост. Саян, 3 к.с. лыжная.

Поход на Тункинские гольцы и Шумак.
- 1995 г. Февраль. Салаир. Пихтовый Гребень. 2 к.с. лыжная. (Ефремов О., Юзенас С.,__________ Д.)

пос. Мосты-р. Мал. Ик-г. Пихтовый Гребень-
- 1995 г. Июль-август. Кодар, 3 к.с. горная.

Поход с восхождением на пик БАМ.
(Подкаминер Д., Полосаткин С., Ефремов О., Рябков Д., Понкратьев А., Жидкова С., Уткина С., Бобовникова Н., Климова С., Чурилова Т.)
- 1996 г. Лето. хр. Удокан, 2 к.с. пешая.

Поход к вулканам и термальным источникам хребта Удокан.
- 1996 г. Зима. Рудный Алтай., 2 к.с. лыжная.

Поход с восхождением на Линейский белок
- 1997 г. Зима. Байкальский хр., 3 к.с. лыжная.
- 1998 г. Зима. Алтай, Сумультинский хр, Иолго хр., 4 к.с. лыжная.

Восхождение на пик Инструкторов
- 1999 г. Зима. Баргузинский хребет, 4 к.с. лыжная.

Первопрохождение перевала Новосибирцев
- 2000 г. Зима. Южно-муйский хребет, 4 к.с. лыжная.
- 2001 г. Зима. Хакасия — Телецкое озеро, 5 к.с. лыжная.
- 2002 г. Зима. Плоскогорье Укок., 3 к.с. лыжная.

Поход — экспедиция для разведки автодороги Кош-Агач — Урумчи
Восхождение на г. Тован-Богдо-Ула
- 2003 г. Зима. Байкальский хр. 4 к.с. лыжная.
- 2004 г. Лето. Тува., 3 к.с. пешая.

Восхождение на г. Монгун-Тайга
- 2006 г. Зима. Салаир. 1 лыжная.
- 2007 г. Зима. Кузнецкий Алатау, 2 к.с. лыжная

Поход вокруг «Зубьев»
- 2008 г. Зима. Алтай, Зап. Саян 2 к.с. лыжная

Бедуй

## Первопрохождения
- Пик БАМ (бывш. пик Локомотив)
- Муйский Гигант
- перевал Новосибирцев (Баргузинский хребет)

## Награды и звания
- Заслуженный путешественник России
- Кандидат в мастера спорта по альпинизму
- Кандидат в мастера спорта по спортивному туризму
- Кандидат в мастера спорта по спортивному ориентированию